# Parc naturel de Chera-Sot de Chera
Le parc naturel de Chera-Sot de Chera est une aire protégée créé dans la Communauté valencienne en 2007. Le parc naturel est situé entre les communes de Chera et Sot de Chera dans la Province de Valence,. Il possède des valeurs environnementales, paysagères et culturelles importantes, en plus d'être le siège du premier parc géologique de la Communauté valencienne .

## Description

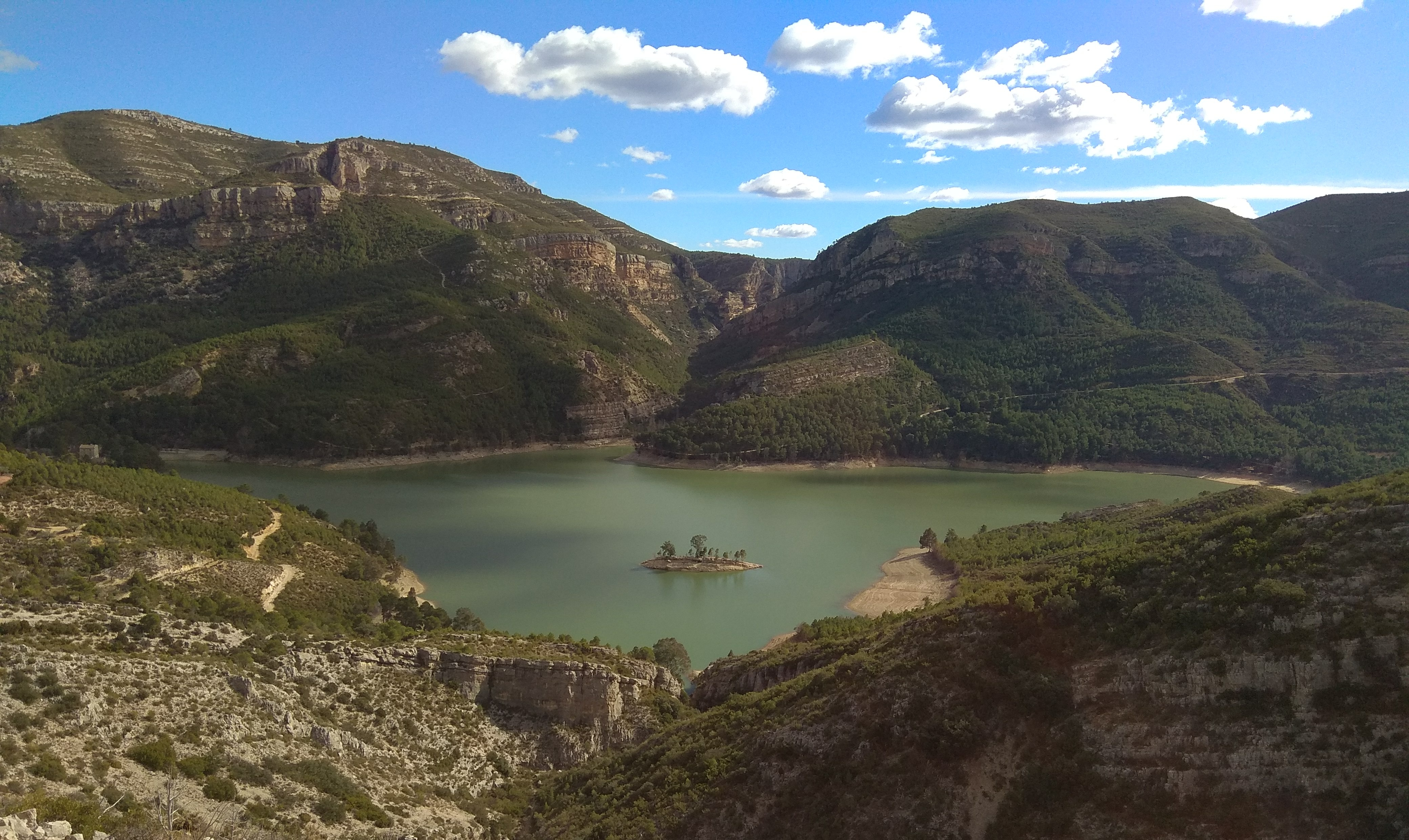
Réservoir de Buseo.

C'est un parc naturel différent des parcs habituels car la géologie prime. C'est une zone d'énormes fractures, qui ont entraîné des déplacements de la croûte terrestre jusqu'à 600 m et ont mis en lumière une grande diversité de strates. Elle possède également un beau réservoir, Buseo, intégré dans le paysage. Une partie du territoire est également inclus dans le Site d'importance communautaire, géré par Natura 2000 de la Sierra del Negrete (es).

## Végétation
Le typique des montagnes côtières méditerranéennes : une forêt de pins d'Alep avec un sous-bois de chênes kermès, de lentisques, de genévriers phéniciens et de nombreuses plantes aromatiques. Dans deux endroits ombragés se trouvent des ifs, accompagnés d'érables, de chênes biliaires et de chênes.

## Faune
Grands oiseaux de proie comme l'aigle de Bonelli, le pygargue à tête blanche et le  circaète Jean-le-Blanc ainsi que le hibou grand-duc et l'engoulevent. Il existe une population importante d'amphibiens, comme la grenouille maculée, et de reptiles comme divers serpents et la tortue verte. L'un des rares animaux trouvés dans ce parc est une grande libellule bleue, nommée agrion de Mercure.